# Hjälteby norr
Hjälteby norr är en bebyggelse i Valla socken, Tjörns kommun i Västra Götalands län och landskapet Bohuslän. SCB avgränsade bebyggelsen till 2023 som del av tätorten Hjälteby, och från 2023 som en separat småort   